# Noyen-sur-Sarthe
Noyen-sur-Sarthe est une commune française, située dans le département de la Sarthe en région Pays de la Loire, peuplée de 2 585 habitants.
La commune fait partie de la province historique du Maine, et se situe dans le Haut-Maine.

## Géographie
La commune est située à 30 km du Mans et à 20 km de Sablé-sur-Sarthe.
|                | Pirmil               | Fercé-sur-Sarthe   |
| Tassé          | Noyen-sur-Sarthe     | Saint-Jean-du-Bois |
| Avoise, Dureil | Malicorne-sur-Sarthe | Mézeray            |

### Climat
Pour des articles plus généraux, voir Climat des Pays de la Loire et Climat de la Sarthe.
En 2010, le climat de la commune est de type climat océanique dégradé des plaines du Centre et du Nord, selon une étude du CNRS s'appuyant sur une série de données couvrant la période 1971-2000. En 2020, Météo-France publie une typologie des climats de la France métropolitaine dans laquelle la commune est exposée à un climat océanique et est dans la région climatique  Moyenne vallée de la Loire, caractérisée par une bonne insolation (1 850 h/an) et un été peu pluvieux. 
Pour la période 1971-2000, la température annuelle moyenne est de 11,4 °C, avec une amplitude thermique annuelle de 14,3 °C. Le cumul annuel moyen de précipitations est de 680 mm, avec 11,7 jours de précipitations en janvier et 6,5 jours en juillet. Pour la période 1991-2020, la température moyenne annuelle observée sur la station météorologique de Météo-France la plus proche, sur la commune de Luché-Pringé à 23 km à vol d'oiseau, est de 12,4 °C et le cumul annuel moyen de précipitations est de 658,2 mm,. Pour l'avenir, les paramètres climatiques de la commune estimés pour 2050 selon différents scénarios d'émission de gaz à effet de serre sont consultables sur un site dédié publié par Météo-France en novembre 2022.

## Urbanisme

### Typologie
Au 1er janvier 2024, Noyen-sur-Sarthe est catégorisée bourg rural, selon la nouvelle grille communale de densité à sept niveaux définie par l'Insee en 2022.
Elle appartient à l'unité urbaine de Noyen-sur-Sarthe, une unité urbaine monocommunale constituant une ville isolée,. Par ailleurs la commune fait partie de l'aire d'attraction de Sablé-sur-Sarthe, dont elle est une commune de la couronne,. Cette aire, qui regroupe 39 communes, est catégorisée dans les aires de moins de 50 000 habitants,.

### Occupation des sols
L'occupation des sols de la commune, telle qu'elle ressort de la base de données européenne d’occupation biophysique des sols Corine Land Cover (CLC), est marquée par l'importance des territoires agricoles (72 % en 2018), en diminution par rapport à 1990 (73,2 %). La répartition détaillée en 2018 est la suivante : 
terres arables (39,9 %), prairies (30,1 %), forêts (23,7 %), zones urbanisées (4,3 %), zones agricoles hétérogènes (1,9 %). L'évolution de l’occupation des sols de la commune et de ses infrastructures peut être observée sur les différentes représentations cartographiques du territoire : la carte de Cassini (XVIIIe siècle), la carte d'état-major (1820-1866) et les cartes ou photos aériennes de l'IGN pour la période actuelle (1950 à aujourd'hui).

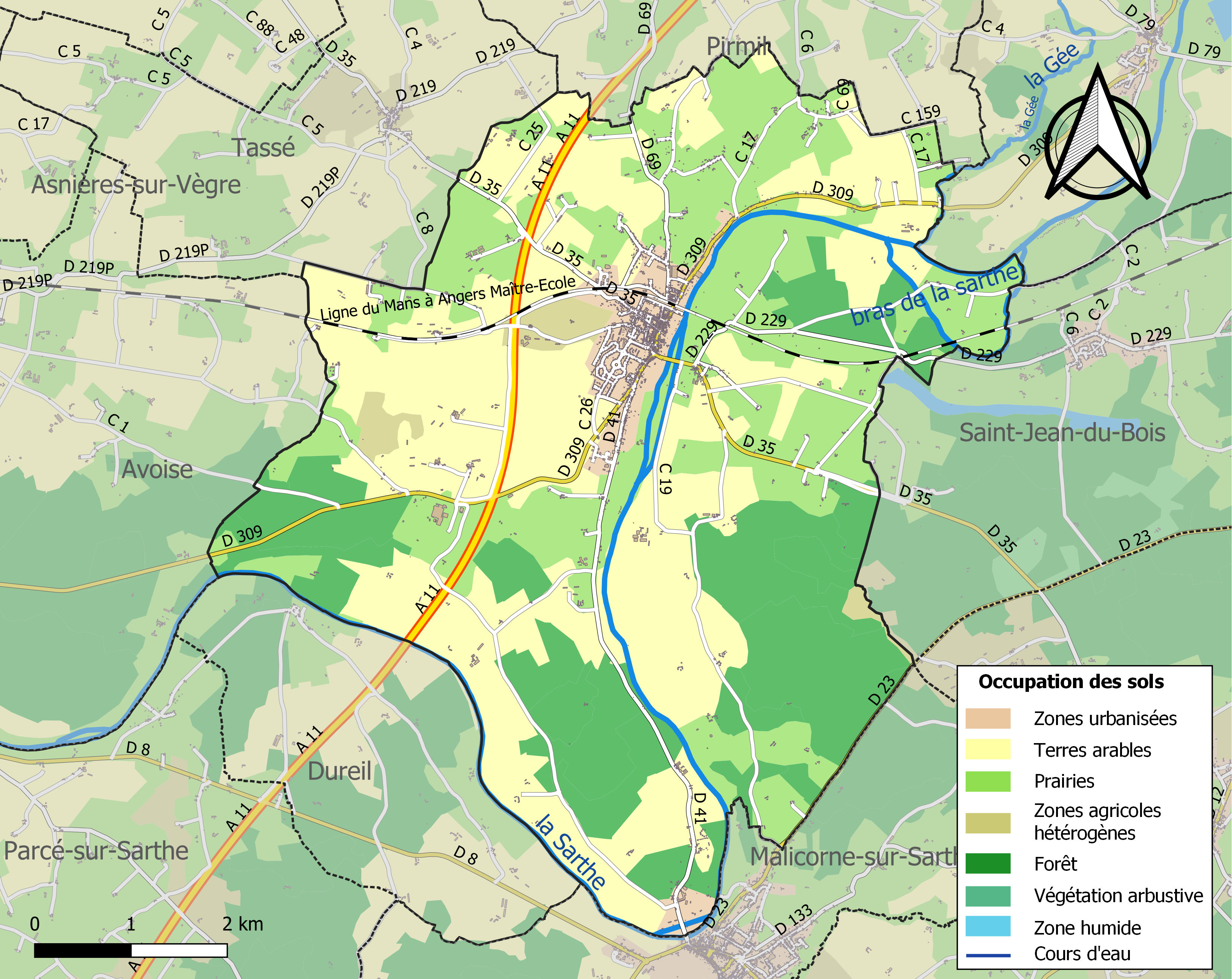
Carte des infrastructures et de l'occupation des sols de la commune en 2018 (CLC).

## Toponymie
Du mot gaulois novio « nouveau  », accompagné du mot gaulois magos. Le mot gaulois magos a d'abord désigné un simple champ, puis un champ de foire, un marché et enfin le village ou la ville qui se développe autour de ce marché. Les Gaulois mettaient l'accent tonique sur la dernière voyelle -o- du premier élément : les finales en -ômagos se sont donc  transformées en -ômos pour finalement être réduites au simple son -on, -an ou -en.[réf. nécessaire]
Le gentilé est Noyennais.

## Histoire
Dans les environs, une bataille pendant la guerre de Cent Ans a eu lieu avec Bertrand Du Guesclin.

## Héraldique
| Blason de Noyen-sur-Sarthe | Blason  | D'azur aux dix étoiles d'argent ordonnées 4, 3, 2, et 1 au chef du même chargé de trois ruches de sinople, le tout enfermé dans une bordure engrêlée de gueules. |
| Blason de Noyen-sur-Sarthe | Détails | Le statut officiel du blason reste à déterminer. |

## Politique et administration

### Rattachements administratifs et électoraux
Noyen-sur-Sarthe appartient à l’arrondissement de La Flèche et au canton de Loué depuis le redécoupage cantonal de 2014. Avant 2015, elle faisait partie du canton de Malicorne-sur-Sarthe.
Pour l’élection des députés, la commune appartient à la quatrième circonscription de la Sarthe, représentée par Elise Leboucher (LFI) depuis 2022.

## Démographie
L'évolution du nombre d'habitants est connue à travers les recensements de la population effectués dans la commune depuis 1793. Pour les communes de moins de 10 000 habitants, une enquête de recensement portant sur toute la population est réalisée tous les cinq ans, les populations de référence des années intermédiaires étant quant à elles estimées par interpolation ou extrapolation. Pour la commune, le premier recensement exhaustif entrant dans le cadre du nouveau dispositif a été réalisé en 2007.
En 2022, la commune comptait 2 585 habitants, en évolution de −1,82 % par rapport à 2016 (Sarthe : −0,25 %, France hors Mayotte : +2,11 %).
| 1793  | 1800  | 1806  | 1821  | 1831  | 1836  | 1841  | 1846  | 1851  |
| ----- | ----- | ----- | ----- | ----- | ----- | ----- | ----- | ----- |
| 2 119 | 2 074 | 2 182 | 2 066 | 2 403 | 2 585 | 2 662 | 2 678 | 2 652 |

| 1856  | 1861  | 1866  | 1872  | 1876  | 1881  | 1886  | 1891  | 1896  |
| ----- | ----- | ----- | ----- | ----- | ----- | ----- | ----- | ----- |
| 2 619 | 3 348 | 2 665 | 2 538 | 2 562 | 2 525 | 2 461 | 2 534 | 2 528 |

| 1901  | 1906  | 1911  | 1921  | 1926  | 1931  | 1936  | 1946  | 1954  |
| ----- | ----- | ----- | ----- | ----- | ----- | ----- | ----- | ----- |
| 2 521 | 2 346 | 2 348 | 2 155 | 2 155 | 2 111 | 2 120 | 2 162 | 2 219 |

| 1962  | 1968  | 1975  | 1982  | 1990  | 1999  | 2006  | 2007  | 2012  |
| ----- | ----- | ----- | ----- | ----- | ----- | ----- | ----- | ----- |
| 2 230 | 2 077 | 2 010 | 2 029 | 2 192 | 2 290 | 2 502 | 2 533 | 2 652 |

| 2017  | 2022  | - | - | - | - | - | - | - |
| ----- | ----- | - | - | - | - | - | - | - |
| 2 611 | 2 585 | - | - | - | - | - | - | - |

## Lieux et monuments
- Belles vues sur la Sarthe surtout aux abords du moulin et depuis le pont routier sur la rivière.
- Ferme de la Petite-Voisine : le corps de logis et la chapelle de la ferme sont inscrits au titre des monuments historiques depuis 1984[27].
- Église Saint-Germain, des XVIe, XVIIIe, XIXe et XXe siècles.
- Moulin du bourg, sur la Sarthe.
- Moulin du Gord, sur la Sarthe.
- Château du Plessis, des XVIIe et XIXe siècles.
- Château de Montabon, du XIXe siècle.
- Château de Rivesarthe, édifié en 1906 par Louis Parent pour le baron Albert Alain Leret d'Aubigny ; député de la Sarthe.
- Château de Verdelle.
- La croix de Voisine.
- Motte castrale au lieu-dit la Butte.

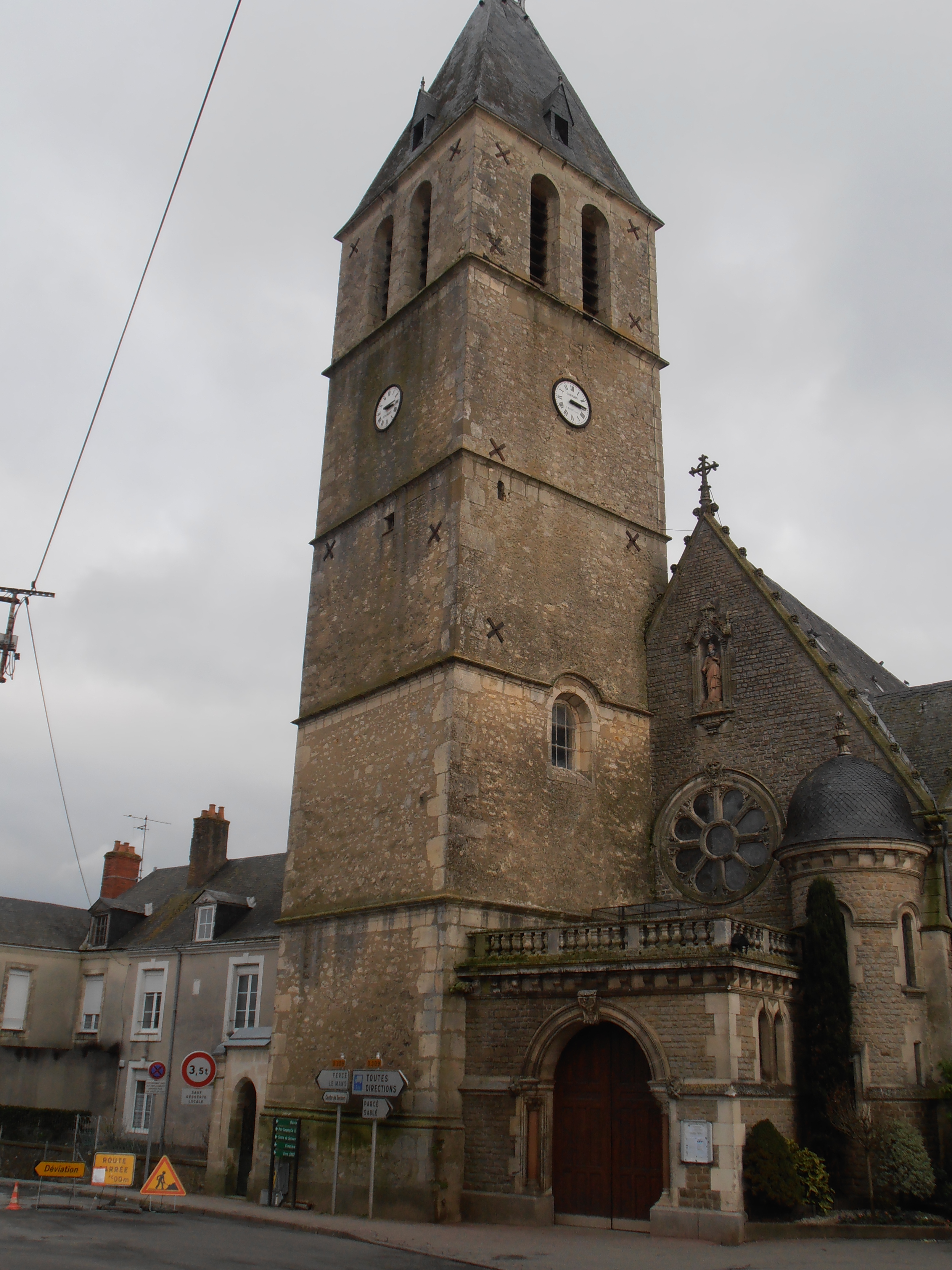
L'église Saint-Germain.
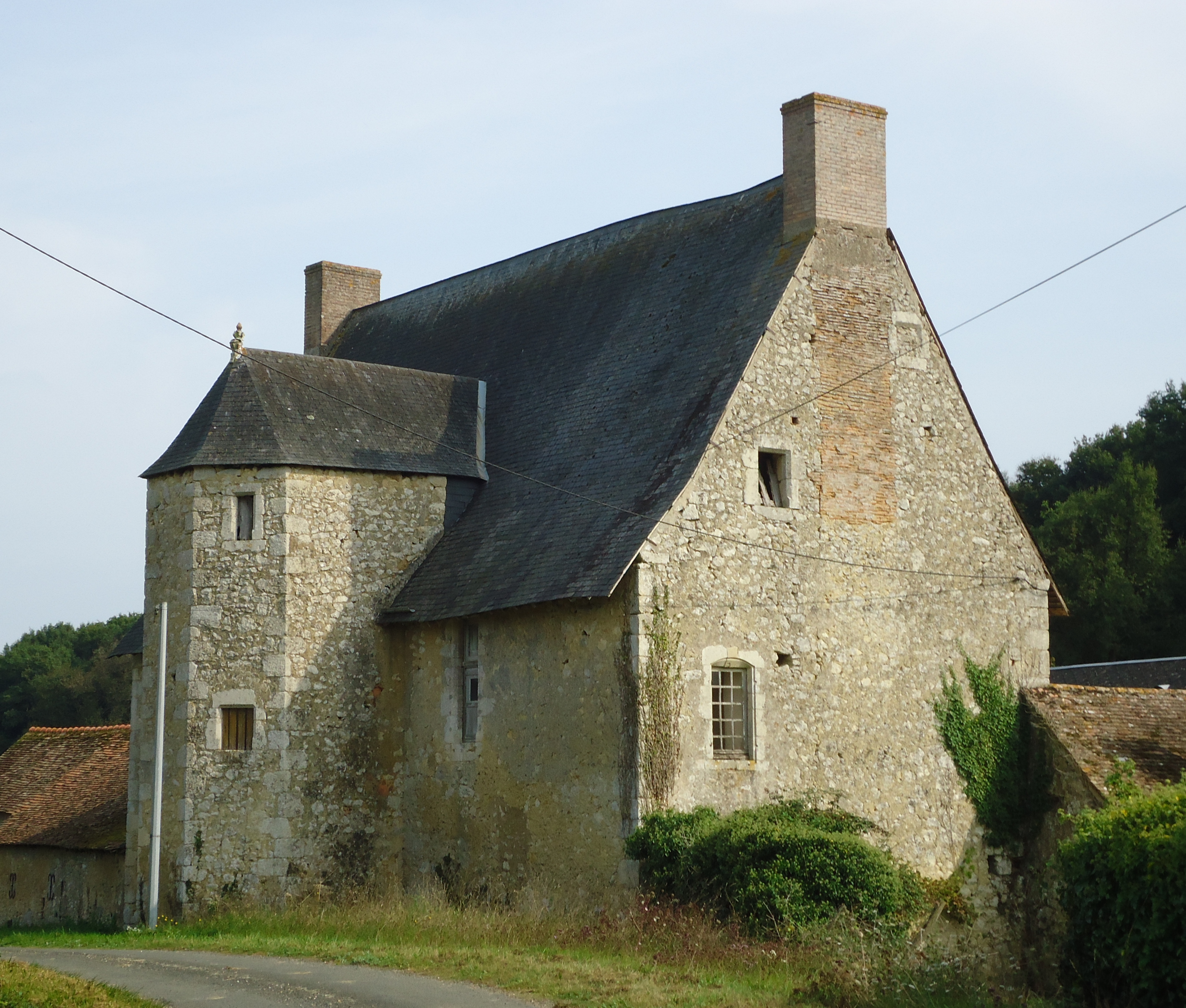
La ferme de la Petite-Voisine.
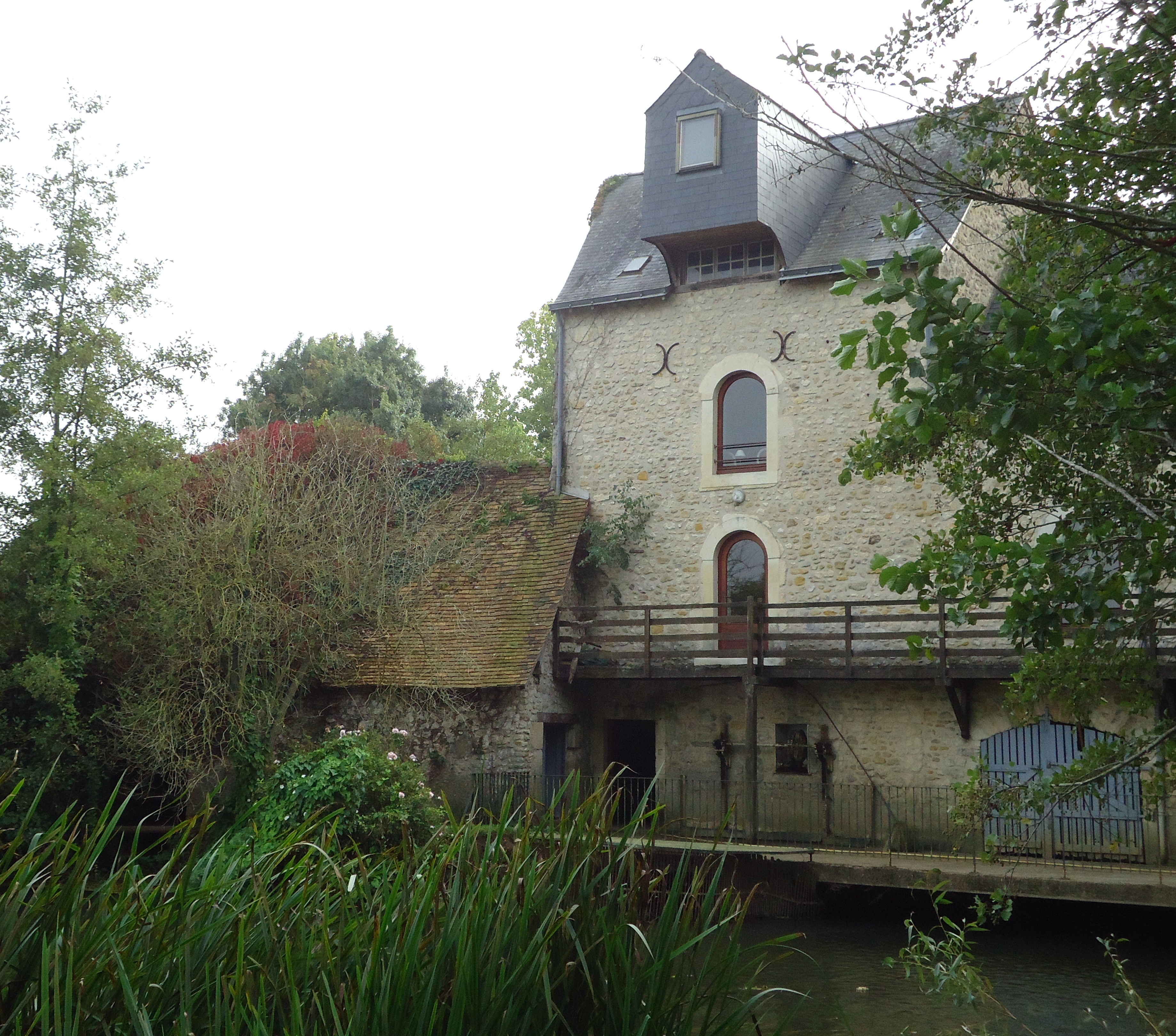
Le moulin du bourg.
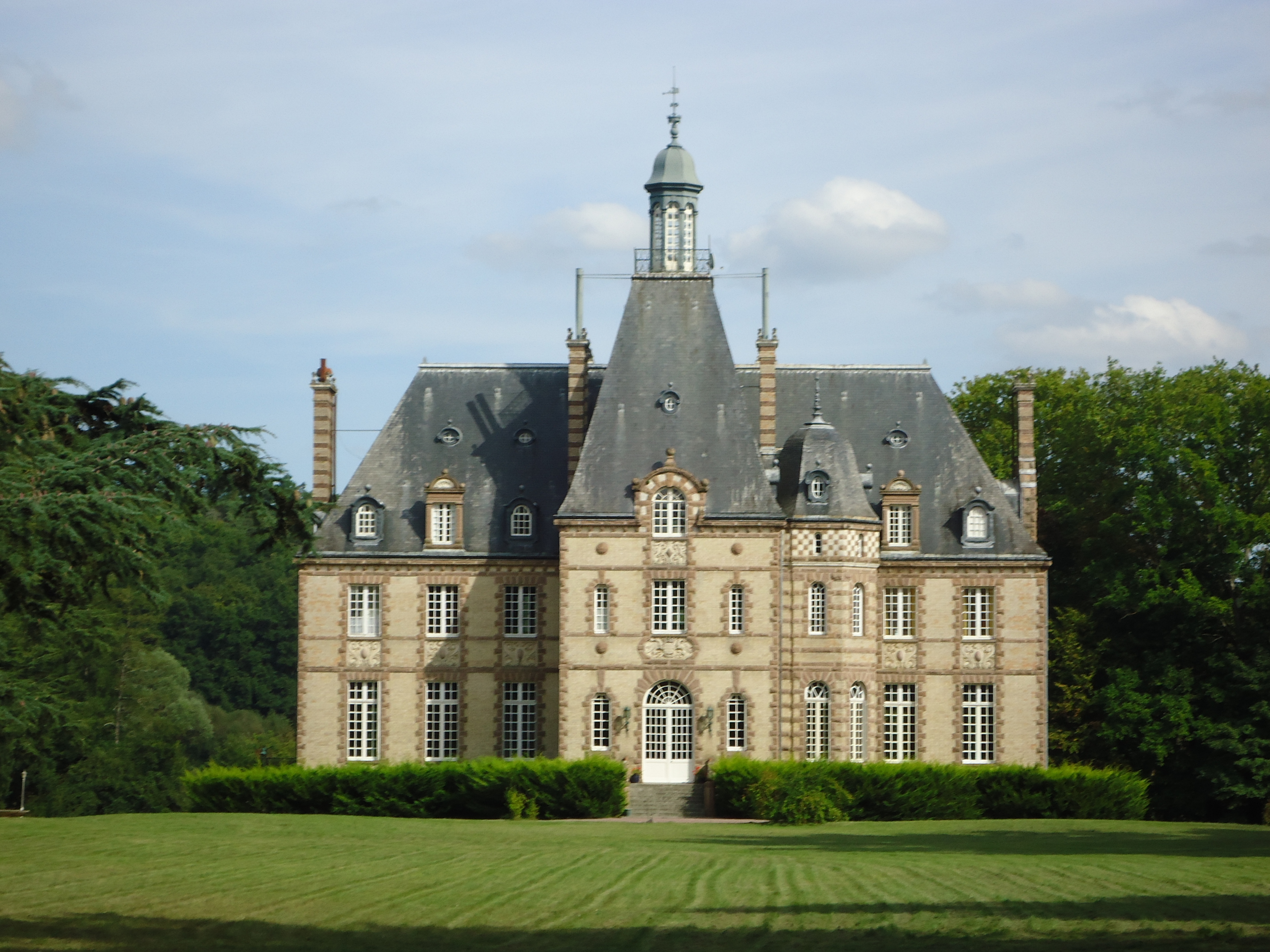
Le château de RiveSarthe.
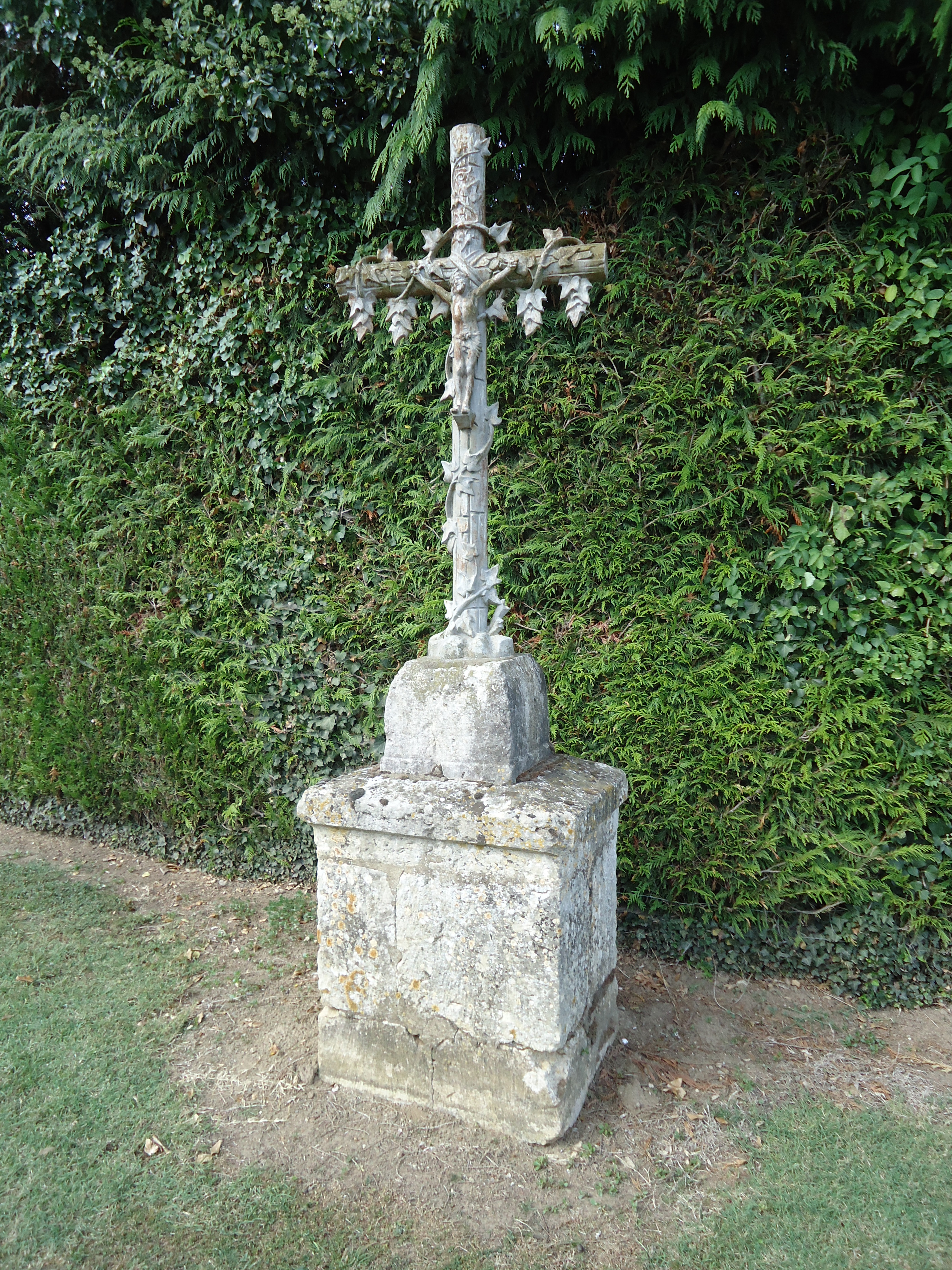
La croix Voisine.

## Activité et manifestations

### Manifestations
- Marché tous les samedis.
- Brocante une fois par an, en septembre.
- Soirée du 15-Août au hameau de Mont.
- Tournoi de foot poussins et débutants chaque année au mois de mai.
- Tournoi interne à la Société sportive de Noyen chaque année au mois de juin.

### Jumelages
- Alfen (de) (Allemagne).

## Personnalités liées
- Albert Leret d'Aubigny (1875-1945), maire de Noyen, a été député de la Sarthe de 1905 à 1906, puis de 1914 à 1924, et sous-secrétaire d'État aux Finances de 1922 à 1924, dans le gouvernement Raymond Poincaré (2)[28].
- José Arribas (1921-1989), l'ex-entraineur de FC Nantes qui a permis aux Canaris de remporter trois championnats de France, a commencé sa carrière d'entraîneur dans ce village en 1954 avant de partir à Nantes en 1960.
- Eugénie Faux-Froidure (1866-1942), artiste peintre et aquarelliste née à Noyen-sur-Sarthe.